# Krásné Pole (Ostrava)
Krásné Pole (německy Schönfeld) je bývalá vesnice ležící na západním okraji Ostravy v Moravskoslezském kraji. Od 24. listopadu 1990 je městským obvodem. Obec nacházející se v nadmořské výšce až 334 m n. m. je nejvýše položeným obvodem Ostravy.

## Symboly
Znak a prapor byly uděleny usnesením Rady města Ostravy číslo 2278/64 z 24. srpna 1993. Blason:
Znak
Zlato-červeně polcený štít; vpravo vyniká půl slezské orlice, vlevo sv. Jan Nepomucký s krucifixem v pravici a svatozáří z pěti zlatých hvězd.
Prapor
Avers opakuje znak, revers tvoří tři vodorovné pruhy, černý, žlutý a červený.

## Historie
- Ves založena kolem 13. století.
- První písemný doklad o vsi Krásné Pole je z roku 1424.
- V roce 1447 dal kníže Vilém Krásné Pole do vlastnictví panošovi Janu Donátovi z Velké Polomi.
- V roce 1486 prodal dědic Petr Donát velkopolomské panství (ves a tvrz Velký Polom, Krásné Pole, Vřesinu, Čavisov, Lhotku) bratřím Matějovi a Petrovi Psinským z Žitné.
- V roce 1492 prodal Petr Psinský z Žitné a z Velké Polomi panství Janovi z Ochab a z Bukvic, jeho manželce Hedvice z Bitova a jejich synovi Jindřichovi.
- V roce 1494 vložil Jindřich z Ochab své manželce Anně z Petřvaldu věno 625 zl. uher. na Krásném Poli, Čavisově a Lhotě.
- V roce 1500 přešlo toto panství prodejem na Jiříka Šípa z Bránice.
- V roce 1506 se opět vrátilo do majetku rodu Jindřicha Hukovského z Ochab. Poté panství zdědila jeho dcera Kateřina, která se provdala za Mikuláše Pražma z Bílkova. Poslední z rodů Pražmů Karel Štěpán Josef hrabě Pražma je prodal Jiřímu Štěpánovi hraběti z Vrbna.
- V roce 1685 Ferdinand Oktavián (syn Jiřího Štěpána) panství prodal velehradskému klášteru.
- V roce 1702 velkopolanské panství koupil Jindřich svobodný pán Vlček z Dobré Zemice a z Hlučína a spojil je s klimkovským panstvím. V jejich držení zůstala ves až do zrušení poddanství v roce 1848.
- V roce 1843 bylo v Krásném Poli 458 obyvatel a 53 domů.
- V roce 1890 bylo v Krásném Poli 645 obyvatel a 115 domů.
- V roce 1921 bylo v Krásném Poli 1 076 obyvatel a 174 domů.
- V roce 1926 bylo Krásné pole napojeno na místní dráhu Svinov–Kyjovice.
- 9. října 1938 byla obec na základě Mnichovské dohody připojena k nacistickému Německu a začleněna do tzv. Sudetské župy ve vládním obvodu Opava.
- 26. dubna 1945 byla po těžkých bojích osvobozena Rudou armádou.
- V roce 1947 bydlelo v Krásném Poli 1 272 obyvatel.
- V roce 1955 byla zavedena autobusová doprava do Ostravy.
- V roce 1961 bydlelo ve 322 domech o 456 bytových stranách 1 643 obyvatel.
- 26. dubna 1976 byla obec připojena k Ostravě.

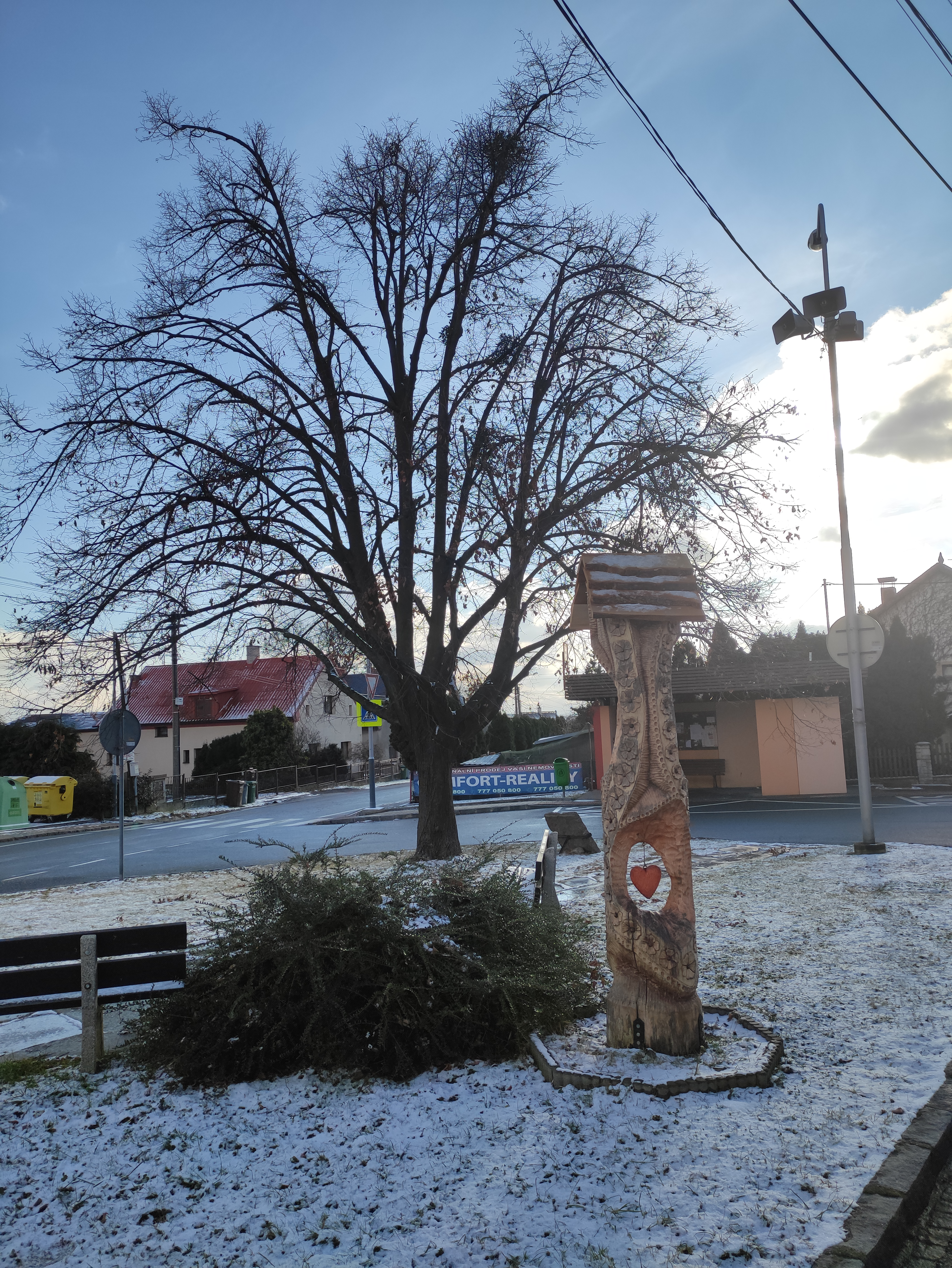
Lípa republiky

## Zajímavosti
- Kostel sv. Hedviky postavený v letech 1995 až 2001
- Hasičská zbrojnice
- Hřbitov s památnými stromy (buk červený)
- obcí v její dolní části prochází tramvajová trať z Ostravy-Poruby do Budišovic-Zátiší, pozůstatek z původního systému místní meziměstské dopravy na Ostravsku
- v katastru obce se nachází také Hvězdárna a planetárium Johanna Palisy
- Lípa svobody
- Lípa republiky
- Buky v Krásném Poli
- Vyhlídková plošina Krásné Pole

## Hasiči
Místní Sbor dobrovolných hasičů, založený v roce 1893, se v obci podílí na spoustě kulturních a společenských akcí. Mezi každoroční akce patří Hasičský ples a Gulašfest.
V obci je rovněž aktivní také jednotka JSDH, která spadá do kategorie JPO III, sídlící v nové hasičské zborjnici, postavené v roce 2003, která mezi lety 2017 a 2018 prošla značnou rekonstrukcí a zbudováním přístavby.
V majetku sboru je rovněž historická koněspřežná stříkačka z konce 19. století.

## Vodstvo Krásného Pole
Na katastru obce jsou potoky Mešnice, Opusta, Benův potok a Porubka (vše povodí řeky Odry).

## Nejvyšší bod Ostravy
Místo, kde leží věžový vodojem na ulici Vodárenská ve výšce 334 m n. m. je nejvyšším bodem Krásného Pole a celé Ostravy.